# Iasnohorodka, Vîșhorod
Iasnohorodka (în ucraineană Ясногородка) este o comună în raionul Vîșhorod, regiunea Kiev, Ucraina, formată numai din satul de reședință.

## Demografie
Componența lingvistică a comunei Iasnohorodka
     Ucraineană (95,9%)
     Rusă (3,76%)
     Alte limbi (0,34%)
Conform recensământului din 2001, majoritatea populației comunei Iasnohorodka era vorbitoare de ucraineană (95,9%), existând în minoritate și vorbitori de rusă (3,76%).